# Physonota
Physonota es un género de escarabajos  de la familia Chrysomelidae. En 1854 Boheman describió el género. Contiene las siguientes especies:
- Physonota alutacea Boheman, 1854
- Physonota calcarata (Boheman, 1854)
- Physonota convexa Boroweic, 1995
- Physonota puncticollis Boroweic, 1995

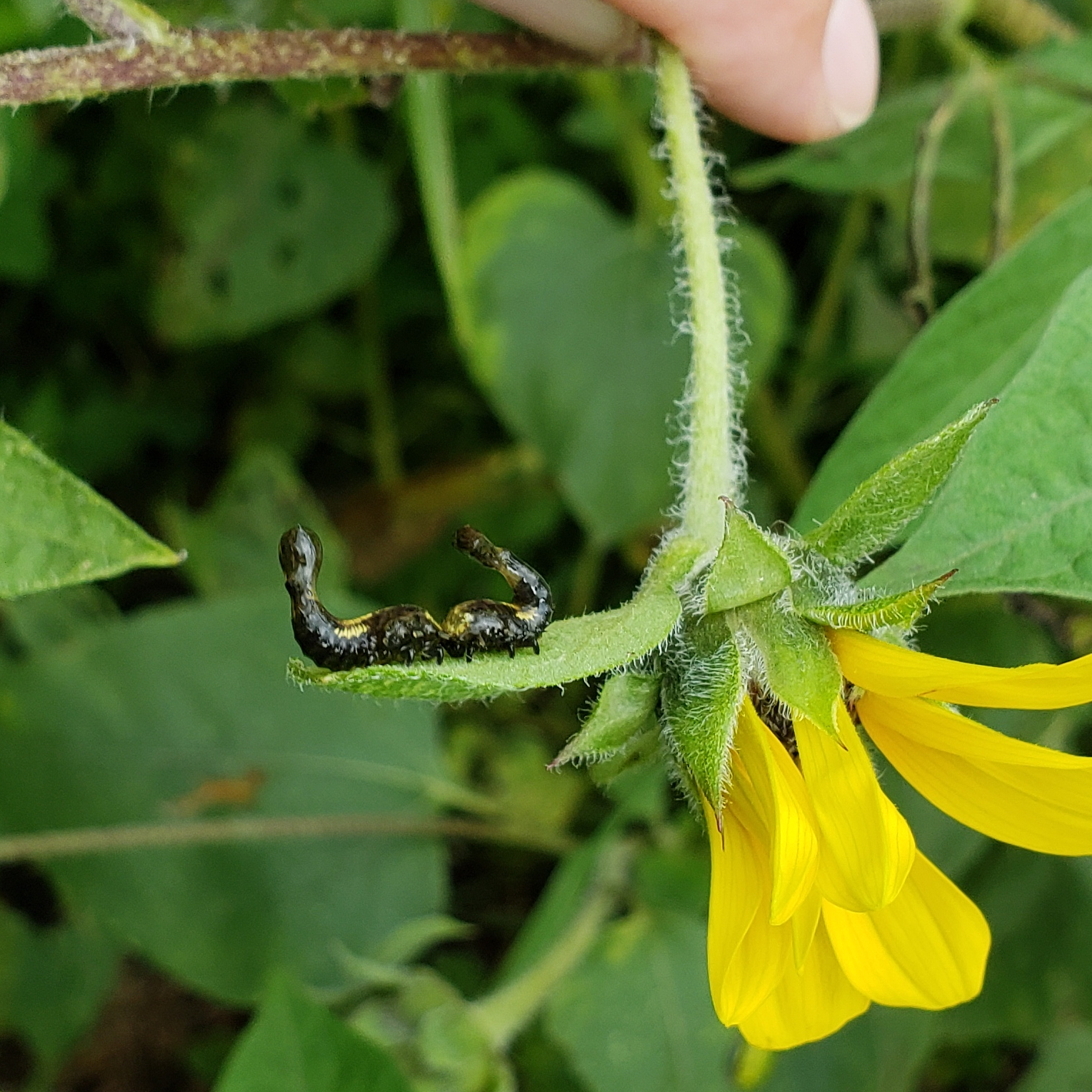
larvas en girasol